# 最大絶対値の原理
最大絶対値の原理あるいは最大値の原理（英: maximum modulus principle）は、複素解析における正則関数の性質に関する基本的な定理である。複素関数が正則であるために満たすべき、強い制約条件の１つを示している。

## 定理
複素関数 f(z) が(開)領域 D で正則で、しかも定数でないなら、D で |f(z)| が最大値を取ることはない。

## 証明
背理法による。
D 内のある点 z0 で |f(z)| が最大値を取るものと仮定する。r を正の実数とし、Dr = {z : | z − z0 | < r } 、 Cr = {z : | z − z0 | = r } とする。つまり Cr は z0 を中心とする半径 r の円、Dr はその内側の領域である。r の値を適当に小さく選べば、 Dr + Cr ⊂ D とできる。
コーシーの積分公式により Dr 内の任意の点 z で、
{\displaystyle f(z)={\frac {1}{2{\pi }i}}\oint _{C_{r}}{\frac {f(\zeta )}{\zeta -z}}d\zeta }
が成り立つ。 Cr 上での |f(z)| の最大値を M とすれば、
{\displaystyle \left|f(z_{0})\right|=\left|{\frac {1}{2{\pi }i}}\oint _{C_{r}}{\frac {f(\zeta )}{(\zeta -z_{0})}}d\zeta \right|}
{\displaystyle \leq {\frac {1}{2\pi }}\int _{0}^{2\pi }{\frac {\left|f(\zeta )\right|}{r}}\,rd\theta ={\frac {1}{2\pi }}\int _{0}^{2\pi }\left|f(\zeta )\right|d\theta \leq {\frac {1}{2\pi }}\int _{0}^{2\pi }Md\theta =M}
仮定により  M ≤ |f(z0)| であるから、結局
{\displaystyle \left|f(z_{0})\right|={\frac {1}{2\pi }}\int _{0}^{2\pi }\left|f(\zeta )\right|d\theta =M}
が成立つ。すなわち、Cr 上の任意の点 ζ で |f(z0)| = |f(ζ)| が成立つことになる。r を任意に小さくして考えても、同じ論法が成立つので、 Dr + Cr の任意の点 z で |f(z0)| = |f(z)| が成立つことになる。 |f(z0)| = 0 であれば、 f(z) は Dr で恒等的に 0 である。 |f(z0)| が 0 でなければ Dr 内の任意の点で |f(z)| も 0 でないから
{\displaystyle h(z)=\log f(z)=\log |f(z)|+i\arg f(z)}
を考えることができる。Dr に含まれるある領域 V を適当に選ぶと、V 内で h(z) を一価正則にできる。
V 内で |f(z)| は定数であるから h(z) の実部 log |f(z)| も定数である。このためコーシー・リーマンの関係式から V 内で
{\displaystyle {\frac {dh(z)}{dz}}=0}
となり、h(z) の虚部  arg f (z) も V 内で定数となる。従って V 内で f(z) は定数である。一致の定理によって、結局 D 全体で f(z) は定数となり、定理の仮定に反する。